# Бажинов, Игорь Константинович
Бажинов, Игорь Константинович (31 августа 1928 — 8 июля 2015) — главный научный сотрудник ЦУП ЦНИИмаш, доктор технических наук, профессор, Заслуженный деятель науки и техники Российской Федерации (1993), действительный член Российской Академии Космонавтики и Российской Академии технологических наук, лауреат Ленинской премии 1957 года и Государственной премии СССР 1987 года, кавалер многих государственных и ведомственных наград.

## Биография
Игорь Бажинов родился в г. Ростове-на-Дону и ещё в детстве заинтересовался вопросами космических путешествий. С возрастом его увлечённость лишь возрастала. В 1945 г. он поступил в МАИ на самолётостроительный факультет, где слушал лекции И. И. Артоболевского, П. Д. Грушина, В. М. Мясищева и других известных учёных и педагогов. Вместе с учёбой увлекался музыкой и тяжёлой атлетикой. Вскоре интересы к космосу привлекли его в кружок ракетостроения и проблем освоения космоса. Примечательно, что его туда привёл не кто иной, как «… Миша Решетнёв — будущий генеральный конструктор НПО ПМ в Красноярске, академик РАН», а основал в 1943 г. этот кружок и руководил им другой студент — Ян Колтунов, впоследствии известный учёный и изобретатель.
Заметим, что в те годы увлечение космосом и ракетостроительством в СССР отнюдь не было признанным направлением, более того, не приветствовалось. Так, после одного из неудачных ракетных испытаний в 1937 г. руководитель Реактивного института (РНИИ) И. Т. Клеймёнов и его заместитель Г. Э. Лангемак были отстранены от работы и вскоре расстреляны, ряд ведущих сотрудников (С. П. Королёв, В. П. Глушко, Б. В. Раушенбах) оказались в заключении, ещё ряд других были уволены и т. д. И хотя сам РНИИ продолжал работу (в частности, по реактивным миномётам, самолётам, крылатым ракетам), области его исследований и разработок были заметно сужены, а собственно подготовка к космическим исследованиям на целый ряд лет признана фантазёрством и вредительством. Вскоре под теми же предлогами была закрыта и Стратосферная Комиссия Академии наук. С этого времени в течение нескольких лет не только официально заниматься космическими исследованиями, но и громко упоминать о своём интересе к ним среди дипломированных советских специалистов, включая даже научных сотрудников АН СССР, стало крайне опасно.
Другое дело — откликнуться на студенческий почин, поскольку многим студентам по возрасту свойственны мечтания и воодушевлённые попытки как-либо воплотить их в жизнь. В то же время Германией в течение Второй мировой войны было произведено около 3000 боевых пусков тяжёлых ракет Фау-2, что приводило к осознанию и постепенному признанию, с одной стороны перспективности этого направления развития военной техники и в СССР, с другой стороны — нарастающего отставания отечественных исследований в этом направлении в связи с имевшимися запретами.
Неудивительно, что среди тех, кто откликнулся на предложения и вопросы заинтересованных студентов МАИ, оказались видные учёные. Так, во время обучения в МАИ по предложению и с помощью одного из руководителей ГИРДа Ю. А. Победоносцева, студенты организовали для КБ Стратосферного Отделения (так уже назывался бывший кружок ракетостроения) специальную практику по ракетной технике и прошли её в 1945—1947 гг.
В 1946 г. в РНИИ была создана группа М. К. Тихонравова (конструктора первой летавшей в 1933 г. отечественной ракеты ГИРД-09 на жидком — комбинированном топливе). В том же году группа во главе с руководителем была переведена в НИИ-4 ААН. А сам Михаил Клавдиевич стал появляться в МАИ, общаться с членами Стратосферного Отделения, для некоторых из них стал вскоре руководителем дипломных проектов, а после их успешной разработки и защиты — пригласил их войти в состав своей группы.
Ян Колтунов, как более старший, был приглашён в НИИ-4 в 1948 г., Игорь Бажинов — в 1950 г. В качестве темы дипломной работы Михаил Клавдиевич предложил Бажинову разработать проект баллистической составной ракеты, способной также выводить на орбиту достаточно массивные спутники.
С этого времени Игорь Константинович уже более 60 лет, не считая учёбы в МАИ, работает в космонавтике.
В составе группы М. К. Тихонравова он участвовал в исследованиях и определении путей решения основных задач создания составных баллистических ракет и искусственных спутников Земли. За эти работы в 1957 г. И. К. Бажинову была присуждена Ленинская премия.
С мая 1960 года Игорь Константинович трудится в НИИ-88 (с 1967 г. ЦНИИмаш) на должностях начальника сектора, отдела, отделения, главного научного сотрудника.
С 1960 по 1985 гг. И. К. Бажинов возглавлял работы по исследованию сложных вопросов баллистики и навигации перспективных КА, создал и руководил службой баллистико-навигационного обеспечения (БНО) управления полётами автоматических и пилотируемых космических аппаратов, включая полёты по советско-американской программе, кораблей «Союз», «Прогресс» и др.
С 1985 по 1992 гг. И. К. Бажинов руководил в ЦНИИмаш работами по созданию комплекса математического имитационного моделирования сложных механических систем, позднее возглавлял направление по созданию перспективного российского наземного автоматизированного комплекса управления полётами автоматических и пилотируемых КА научного и социально-экономического назначения в части выявления его облика и этапов формирования объекта.
И. К. Бажинов — автор и соавтор более 100 научных трудов, в том числе монографии по вопросам теории и практики космических полётов.
К 55-летию запуска первого ИСЗ (1957—2012) Игорь Константинович подготовил книгу воспоминаний, в предисловии которой отмечает, что ему

довелось участвовать в решении ряда очень серьёзных для нашей страны задач, видеть, переживать и оценивать развитие и результаты решения почти всех важнейших для страны, да и для всего мира, проблем космонавтики. Пройденный нашей страной путь по исследованию и освоению космического пространства крайне многогранен и был наполнен самыми разнообразными событиями …. Беспристрастное освещение этого пути … крайне сложно, а может быть и вообще невозможно. Многие участники этих событий, как правило, освещают происшедшие события со своих индивидуальных позиций и своего их понимания. … Многостороннее освещение событий разными участниками и исследователями позволит более многогранно понимать историю космонавтики в СССР. 
За многие десятилетия работы у меня накопилось немало воспоминаний, воспринятых со своей субъективной точки зрения. В них, возможно, содержатся малоизвестные стороны и детали этих событий.

Похоронен на кладбище «Кавезино» (Московская область, Пушкинский район).

## Основные научные труды
- Оптимальные измерения в космической навигации / И. К. Бажинов, В. Н. Почукаев. — [Б. м.] : [б. и.], 1971. — 95 с. : ил., табл.; 23 см. — (Приложение к сборнику "Некоторые вопросы теории космических полётов/ ГОНТИ-1; Вып. 4). (Приложение к сборнику "Некоторые вопросы теории космических полётов/ ГОНТИ-1; Вып. 4)
- Оптимальное планирование навигационных измерений в космическом полёте / И. К. Бажинов, В. Н. Почукаев. — Москва : Машиностроение, 1976. — 288 с. : ил.;
- Навигация в совместном полёте космических кораблей «Союз» и «Аполлон» / Под ред. Б. Н. Петрова. — Москва : Наука, 1978. — 224 с.
- Навигационное обеспечение полёта орбитального комплекса «Салют-6» — «Союз» — «Прогресс» / [И. К. Бажинов, В. П. Гаврилов, В. Д. Ястребов и др.]; Отв. ред. Б. Н. Петров, И. К. Бажинов. — М.: Наука, 1985. — 375 с. : ил.; 25 см;
- Баллистика и навигация космических аппаратов : Справочные материалы / Ред. коллегия: д-р техн. наук Ю. А. Мозжорин (пред.) и др. — [Москва] : ГоНТИ № 1, 1970. — 5 т.; 26 см. Т. 3: Оценка точности прогнозирования и коррекции траектории полёта космических аппаратов. Кн. 1. Методы исследования и оптимизации определения и коррекции движения космического корабля. Ч. 1 / Сост. кандидаты техн. наук И. К. Бажинов, В. Н. Почукаев. — 1970. — 73 с.
- Космическая навигация. — Москва: Машиностроение, 1975. — 352 с.; 22 см. На обороте тит. л. авт.: И. К. Бажинов, В. И. Алёшин, В. Н. Почукаев, В. С. Поляков

## Правительственные награды
- Ленинская премия (1957) — за участие в исследованиях и разработках по созданию составных баллистических ракет и ИСЗ;
- Орден Трудового Красного Знамени (1976) — за разработку методов баллистико-навигационного обеспечения и обеспечение программы ЭПАС (совместный экспериментальный полёт космических кораблей «Аполлон» и «Союз»);
- Государственная премия СССР (1987) — За заслуги по созданию Координационно-вычислительного центра управления космическим аппаратами;
- Заслуженный деятель науки и техники Российской Федерации (1993)
- ряд медалей.